# Sorges
Sorges ist eine Ortschaft und eine ehemalige französische Gemeinde 1.335 Einwohnern (Stand: 1. Januar 2022) im Norden des Départements Dordogne in der Region Nouvelle-Aquitaine.
Sorges wurde mit Wirkung vom 1. Januar 2016 mit der früheren Gemeinde Ligueux zur Commune nouvelle Sorges et Ligueux en Périgord zusammengeschlossen und hat in der neuen Gemeinde den Status einer Commune déléguée inne.

## Lage und Klima
Sorges liegt in der alten Kulturlandschaft des Périgord knapp 20 km (Fahrtstrecke) nordöstlich von Périgueux und ca. 12 km südlich von Thiviers in einer Höhe von ca. 150 m. Das Klima ist gemäßigt; Regen (ca. 920 mm/Jahr) fällt übers Jahr verteilt.

## Bevölkerungsentwicklung
| Jahr      | 1800  | 1851  | 1901  | 1954  | 1999  | 2015  |
| Einwohner | 1.328 | 1.844 | 1.688 | 1.158 | 1.123 | 1.268 |

Der kontinuierliche Bevölkerungsrückgang seit der zweiten Hälfte des 19. Jahrhunderts ist im Wesentlichen auf die Reblauskrise im Weinbau und die Mechanisierung der Landwirtschaft zurückzuführen; hinzu kommt die immer noch anhaltende Schließung von bäuerlichen Kleinbetrieben.

## Wirtschaft
Die Gemeinde ist immer noch in hohem Maße land- und forstwirtschaftlich geprägt; der in früheren Zeiten durchaus bedeutsame Weinbau spielt jedoch kaum noch eine Rolle, stattdessen ist die Bedeutung der Trüffel gewachsen. Im Ort selber haben sich Kleinhändler, Handwerker und Dienstleister niedergelassen. Seit den 1960er Jahren werden einige der leerstehenden Häuser als Ferienwohnungen (gîtes) vermietet.

## Geschichte
Im Mittelalter lag Sorges an einer der vier Hauptstrecken des Jakobswegs (Via Lemovicensis); außerdem hatte der Templerorden hier Grundbesitz. Bereits im 14. Jahrhundert wurden 150 Feuerstellen (= ca. 1.400 Einwohner) gezählt.

## Sehenswürdigkeiten
- Trüffelmuseum[3]
- Romanische Kirche Saint-Germain d’Auxerre aus dem 12. Jahrhundert, umgebaut im 16. Jahrhundert; Monument historique seit 1967.[4]
- Ruinen des Schlosses Château des Chabannes, in Privatbesitz
- Château de Sorges, Schloss aus dem 18. Jahrhundert, in Privatbesitz
- Manoir de Jaillac, Landsitz aus dem 15./16. Jahrhundert seit 1962, in Privatbesitz.[5]
- Manoir des Pautis, Landsitz aus dem 15. und 18. Jahrhundert, in Privatbesitz
- Repaire du Parnet Landsitz mit Kapelle, in Privatbesitz